# Săpata (okręg Dolj)
Săpata – wieś w Rumunii, w okręgu Dolj, w gminie Măceșu de Jos. W 2011 roku liczyła 337 mieszkańców.